# Jean de Bonneguise
Jean de Bonneguise  (né à Badefols-d'Ans le 1er février 1707 et mort à Arras le 28 février 1769) est un ecclésiastique français qui fut évêque d'Arras.

## Biographie
Jean de Bonneguise d'Artigas est né au château d'Artigeas, commune de Badefols-d'Ans, fils cadet de Jean de Bonneguise seigneur de Soulier et de Marguerite de la Personne. 
Son frère ainé, né en 1701, François de Bonneguise, marquis de Badefol, Châtres, La Chapelle-Saint-Jean, Artigeas et autres lieux, fait marquis de Bonneguise en 1750 par Louis XV, est le premier écuyer du comte d'Eu. Il avait racheté à Henri Bertin la terre de Badefol et de Châtres. Il s'est marié en secondes noces avec Anne de Salignac-Fénelon, nièce de Fénelon, archevêque de Cambrai, qu'il avait épousée le 20 octobre 1728. Il est mort le 21 octobre 1784.
Il nait à Badefols-d’Ans dans le diocèse de Périgueux. Il entre à vingt ans, le 10 octobre 1727, dans le séminaire de Saint-Sulpice. Il est reçu docteur en théologie de la Sorbonne. Premier aumônier de la dauphine de France Marie-Josèphe de Saxe le 23 janvier 1745, il devient vicaire général de l'archevêque de Cambrai. 
Il est désigné comme évêque d'Arras le 16 avril 1752. Confirmé le 25 septembre, il est consacré le 22 octobre 1752 par l'archevêque de Paris Christophe de Beaumont. Il maintient la position de son prédécesseur et des évêques du diocèse dans l'affaire de la suppression de la Compagnie de Jésus. Il meurt à Arras le 28 février 1769.